# Adila
Adila – arabskie imię, żeńska forma imienia Adil.
Imię Adila jest oboczną formą Adeli pochodzącą od Athala, gdzie wyraz athal oznacza "szlachetny". W IV wieku, na ówczesnych terenach Francji, przybrało formę Adèle.
Znane osoby o imieniu Adila:
- Adila Sedraïa  (Indila) –  francuska piosenkarka

Zobacz też:
- Adila – wieś w Estonii